# منطقه دئی
منطقه دئی یکی از منطقه های استان ارتفاعات غربی واقع در کشور پاپوآ گینه نو می باشد. مرکز این منطقه دئی است. چمعیت منطقه مطابق با سرشماری رسمی سال ۲۰۰۰ میلادی ۵۰٬۰۳۳ بوده است. این منطقه خود از ۲ فرمانداری محلی تشکیل می گردد که هر فرمانداری به منظور سهولت در امر آمارگیری خود به چند بخش تقسیم می شود.

## تقسیمات
این منطقه دارای ۲ فرمانداری محلی است که اسامی آن ها به شرح زیر است:
- فرمانداری محلی روستایی موگلامپ
- فرمانداری محلی روستایی کوتنا